# 라틴아메리카 정당 연합
라틴 아메리카 정당 연합(스페인어: Unión de Partidos Latinoamericanos)은 라틴 아메리카의 경제적 자유주의, 보수주의, 친미 우파 정당들의 연합체이다.

## 회원
- 과테말라 노동당
- 니카라과 보수당
- 도미니카 공화국 국가 진보 역량, 사회기독교개혁주의자당
- 베네수엘라 프로젝트 베네수엘라
- 볼리비아 사회민주주의운동당
- 브라질 민주당
- 아르헨티나 제안공화당
- 에콰도르 사회기독당
- 엘살바도르 국민공화동맹
- 온두라스 온두라스 민족당
- 칠레 독립민주연합, 국민혁신
- 콜롬비아 콜롬비아 보수당
- 파라과이 콜로라도당
- 파나마 파나마주의당, 민주적인 교체
- 페루 기독교인민당
- 코스타리카 사회 기독교 공화당

## 준회원
- 캐나다 캐나다 보수당